# Моршанка
Моршанка — село в Питерском районе Саратовской области, в составе сельского поселения Мироновское муниципальное образование.
Село расположено в центральной части района на правом берегу реки Малый Узень, на противоположном берегу село Мироновка. До районного центра (Питерка) — 9 км, до железнодорожной станции Питерка — 19 км.
В селе есть детский сад «Родничок», дом культуры, отделение связи. Планировка села квартальная.
Школа находится в селе Мироновка, она одна на два села.

## История
Основано в 1840 году. Первоначально известно как Морша.
Казённая деревня Морша упоминается в Списке населенных мест Российской империи по сведениям 1859 года. Деревня относилась к Новоузенскому уезду Самарской губернии, находилась на расстоянии 69 вёрст от уездного города, по левую сторону почтового тракта из Новоузенска в Саратов. В 1859 году в Морше проживало свыше 1,0 тысячи жителей.
После Крестьянской реформы Морша являлась волостным селом Моршанской волости.
Согласно Списку населённых мест Самарской губернии 1910 года в Морше проживало 1226 мужчин и 1283 женщины, село населяли бывшие государственные крестьяне, преимущественно русские, православные, имелись церковь, волостное правление, библиотека-читальня, земская и церковно-приходская школа, кредитное товарищество, 9 ветряных мельниц и 1 мельница с нефтяным двигателем, по вторникам проводились базары.
В 1919 году в составе Новоузенского уезда село включено в состав Саратовской губернии.

## Население
Динамика численности населения по годам:
| Годы      | 1859 | 1889 | 1897 | 1910 | 2002 |
| --------- | ---- | ---- | ---- | ---- | ---- |
| Население | 1096 | 1842 | 2346 | 2509 | 928  |

| 2001 | 2002 | 2010 |
| ---- | ---- | ---- |
| 981  | ↘932 | ↘919 |

Национальный состав
Согласно результатам переписи 2002 года большинство населения составляли русские (63 %) и казахи (26 %).

## Известные жители
В селе родились:
- Ломакин, Алексей Яковлевич (1914—1988) — комроты в Великой Отечественной войне, Герой Советского Союза (1943).
- Рябов, Сергей Иванович (1921—1972) — лётчик Великой Отечественной войны, Герой Советского Союза.